# Ulu Grosbard
Israel "Ulu" Grosbard (Anvers, 9 de gener de 1929 – Manhattan 19 de març de 2012) va ser un director de teatre i de cinema belga de naixement i naturalitzat estatunidenc.

## Vida i carrera
Nascut a Anvers, Grosbard era el fill de Rose (Tenenbaum) i Morris Grosbard, que treballaven en negocis i com a comerciants de diamants. Grosbard va emigrar a l'Havana amb la seva família el 1942; fugien de la persecució dels jueus pels ocupants alemanys de Bèlgica durant la Segona Guerra Mundial. El 1948 es van traslladar als Estats Units, on va obtenir els títols de Llicenciat en Arts i Màster en Arts de la Universitat de Chicago. Va estudiar a la Yale School of Drama durant un any abans d'incorporar-se a l'exèrcit dels Estats Units. Grosbard became a naturalized citizen in 1954.
Grosbard va gravitar cap al teatre quan es va traslladar a Nova York a principis dels anys seixanta. Després de dirigir The Days and Nights of BeeBee Fenstermaker off-Broadway, va guanyar el seu crèdit a Broadway amb The Subject Was Roses, per la qual fou nominat al Premi Tony a la millor direcció d'una obra de teatre el 1964. Aquest mateix any va guanyar el Premi Obie a la millor direcció i el premi Drama Desk al millor director d'una obra per un revival off-Broadway de l'obra d'Arthur Miller Panorama des del pont, en la que Dustin Hoffman va exercir de director d'escena i ajudant de direcció.
Els crèdits addicionals de Broadway de Grosbard inclouen El preu de Miller, American Buffalo de David Mamet que li va valer les nominacions als premis Tony i Drama Desk; The Floating Light Bulb de Woody Allen; i la reestrena de The Tenth Man, de Paddy Chayefsky.
A Hollywood, Grosbard va treballar com a ajudant de direcció a Esplendor a l'herba, West Side Story, El vividor, El miracle d'Anna Sullivan, i The Pawnbroker abans de dirigir l'adaptació a la pantalla de The Subject Was Roses pel seu compte. Altres crèdits a pantalla són Who Is Harry Kellerman and Why Is He Saying Those Terrible Things About Me? i Straight Time, ambdues amb Dustin Hoffman; Confessions sinceres i Falling in love, ambdues amb Robert De Niro; Georgia amb la que va guanyar el Grand Prix des Amériques al Festival Internacional de Cinema de Mont-real; i The Deep End of the Ocean.

## Vida personal
Grosbard va estar casat amb l'actriu Rose Gregorio del 1965 fins a la seva mort. Grosbard va morir el 19 de març de 2012 al Langone Medical Center de Manhattan. Tenia 83 anys.